# Benoît-Jean-Gabriel-Armand de Ruzé d'Effiat
Pour les autres membres de la famille, voir Famille Ruzé.
Benoît-Jean-Gabriel-Armand de Ruzé, marquis d'Effiat, né le 6 septembre 1780 à Tours et décédé le 8 septembre 1870 au château de Chezelles (Indre-et-Loire), est un homme politique français.

## Biographie
Descendant de Guillaume Ruzé, Armand de Ruzé d'Effiat est le fils de Benoît-Jean-Gabriel-Armand de Ruzé, marquis d'Effiat, lieutenant-général des armées du roi, et de Madeleine Bouin de Noiré (fille de Jean-Louis François Bouin de Noiré, conseiller d'État et président de la Société royale d'agriculture et belles-lettres de la Généralité de Tours, et de Claude Madeleine Moisant, ainsi que petite-nièce de Michel Banchereau). Il épouse Charlotte de Mondion, fille de François Joseph Pierre de Mondion, colonel au régiment de Conti et membre de la Société des Cincinnati, et de Marie Élisabeth Chevalleau de Boisragon.
Dévouée à la cause de la monarchie, sa famille émigre pendant la Révolution, son père rejoignant l'Armée de Condé. Il se rend à Duisbourg et dans le duché de Clèves, où il suit ses études.
En 1801, il rentre en France avec son père et s'installe en Touraine, où ils conservent un patrimoine important grâce à sa grand-mère Claude Madeleine Moisant, qui s'ingénia à créer la confusion durant les temps troublés en faisant appliquer l'arrêté de radiation du père, qui portait les mêmes prénoms que son fils, au nom de ce dernier, et en multipliant les pétitions (72 au total) adressées au district et au ministère. 
Amnistié par arrêté du 6 germinal an X (son père le 24 ventôse an XI), il reste avec son père assujettis à une surveillance qui ne sera levée qu'en 1812 et se fait peu remarquer jusqu'au retour des Bourbons. 
Il réside au château de Chezelles, propriété de sa grand-mère maternelle, commune dont Armand de Ruzé est maire de 1807 à 1816. Le sous-préfet de Chinon note le 27 mai 1815 qu'il est élu à l'unanimité car « presque tous les votants sont sous sa dépendance ou celle de sa grand-mère, Madame Bouin de Noiré, très riche propriétaire de la commune ».
Avec la seconde Restauration, il devient maire de Chinon, succédant à son oncle Bouin de Noiré, et conseiller de l'arrondissement de Chinon en 1815, ainsi que président du collège électoral du 2e arrondissement du département. Le 9 mai 1822, il est élu député face à Paul-Louis Courier. Il vote avec la droite ultraroyaliste. Réélu, le 25 février 1824, il suit la même ligne de conduite et appuie le ministère, sans paraître à la tribune. Il devient conseiller général d'Indre-et-Loire en 1825.
Il fait partie de la commission pour l'érection du monument de Quiberon.
Le 5 novembre 1827, il est honoré par la dignité de pair de France. Il quitte alors la mairie de Chinon.
Légitimiste, le comte d'Effiat rentre dans la vie privée en 1830 et démissionne de la pairie et de la président du collège électoral du département. Devenant un « émigré de l'intérieur » intransigeant, il refuse honneurs, fonctions et présence aux cérémonies officielles.
Sans enfant, il consacre son importante fortune à des œuvres de charité et d'éducation en Indre-et-Loire, Sarthe, Maine-et-Loire et Deux-Sèvres. En Touraine, avec son épouse, ils construisent ainsi sept écoles et font entièrement restaurer les églises de Chezelles, Rilly et Courcoué. Les Ruzé d'Effiat font don en 1829 du manoir de la Grande Maison et des terrains adjacents, sur leur terre d'Écommoy, pour y créer une école congrégationniste, avec un pensionnat des jeunes filles, et une maison de charité venant en aide aux malades et aux vieillards. Ils en confient la charge aux Sœurs de la charité de Notre-Dame d'Évron, qu'ils entretiennent. Il fait un nouveau don en 1851 pour l'institution de charité Notre-Dame des Anges, avec une maison accolée pour permette une extension pour permettre l'accueil des élèves pauvres. Ils font également d'importants dons au séminaire de Tours, aux Petites Sœurs des pauvres, aux Frères des écoles chrétiennes et aux Sœurs de Saint-Martin de Bourgueil, et les Montfortains installent leur séminaire dans une propriété qu'ils leur ont léguée à Chézelles.

## Sources
- « Benoît-Jean-Gabriel-Armand de Ruzé d'Effiat », dans Adolphe Robert et Gaston Cougny, Dictionnaire des parlementaires français, Edgar Bourloton, 1889-1891 [détail de l’édition]
- Grands notables du Premier Empire : Loir-et-Cher, Indre-et-Loire. Loire-Inférieure - notices de biographie sociale, CNRS, 1978
- P. de Monteynard, Armand de Ruzé, dernier marquis d'Effiat 1780-1870, Bulletin des Amis du Vieux Chinon, tome VII, Tours 1972
- "Legs faits par M. de Ruzé d'Effiat à des congrégations enseignantes". In: Bulletin administratif de l'instruction publique. Tome 18 no 357, 1875. p. 146-148